# Huntsville (Ontario)
Huntsville es un pueblo canadiense situado en la provincia de Ontario.

## Superficie
Huntsville tiene una superficie de 705,18 km².

## Demografía
En 2021, tenía 21 147 habitantes, una densidad poblacional de 30 hab./km², y 11 214 viviendas.